# Brachysteleum chimboraznese
Brachysteleum chimboraznese là một loài rêu trong họ Ptychomitriaceae. Loài này được (Spruce ex Mitt.) Thér. mô tả khoa học đầu tiên năm 1923.